# Бровченко, Иван Никонович
Иван Никонович Бровченко (1925—1996) — капитан Советской Армии, участник Великой Отечественной войны, Герой Советского Союза (1944).

## Биография
Иван Бровченко родился 25 октября 1925 года в селе Самородня (ныне — Корсунь-Шевченковский район Черкасской области Украины) в крестьянской семье. Получил среднее образование. В феврале 1944 года был призван на службу в Рабоче-крестьянскую Красную армию. К марту 1944 года красноармеец Иван Бровченко был стрелком 936-го стрелкового полка 254-й стрелковой дивизии 52-й армии 2-го Украинского фронта. Отличился во время освобождения Украинской ССР и Румынии.
5 марта 1944 года в ходе прорыва немецкой обороны в районе села Кобыляки Звенигородского района Черкасской области Бровченко, заменив выбывшего из строя командира взвода, руководил его действиями по прорыву к селу. Взвод первым ворвался в Кобыляки и уничтожил три немецких пулемётных расчёта, около 20 вражеских солдат и офицеров, что обеспечило дальнейшее продвижение полковых подразделений. В ночь с 27 на 28 марта 1944 года Бровченко вместе с группой разведчиков-добровольцев переправился через Прут в районе населённого пункта Сорка в 20 километрах к северу от румынского города Яссы, захватил плацдарм и удержал его, уничтожив несколько десятков вражеских солдат и офицеров.
Указом Президиума Верховного Совета СССР от 13 сентября 1944 года за «мужество, отвагу и героизм, проявленные в борьбе с немецко-фашистскими захватчиками» красноармеец Иван Бровченко был удостоен высокого звания Героя Советского Союза с вручением ордена Ленина и медали «Золотая Звезда» за номером 4681.
В 1945 году вступил в ВКП(б). В том же году окончил курсы младших лейтенантов. В 1946 году был уволен в запас, получил звание капитана запаса. В 1950 году окончил Харьковский юридический институт, проживал в Одессе, работал адвокатом.
Скончался 17 мая 1996 года, похоронен на одесском Таировском кладбище.
Был также награждён орденами Отечественной войны 1-й степени и Славы 3-й степени, а также рядом медалей.